# Les Liaisons dangereuses (série télévisée)
Les Liaisons Dangereuses est une série télévisée historique américaine, plus ou moins inspirée du roman épistolaire éponyme de Pierre Choderlos de Laclos. Il a été diffusé pour la première fois sur Starz le 6 novembre 2022. Avant sa première diffusion, la série a été renouvelée pour une deuxième saison, qui a en fait été annulée en décembre 2022. Il a également été signalé que les producteurs exécutifs cherchaient à vendre la série ailleurs.

## Distribution et personnages

### Acteurs principaux
- Nicholas Denton (en) : Pascal Valmont
- Alice Englert : Camille
- Hakeem Kae-Kazim : le majordome
- Hilton Pelser : Gabriel Carré
- Kosar Ali : Victoire
- Nathanaël Saleh : Azolan
- Paloma Faith : Florence de Régnier
- Maria Friedman : Berthe
- Colette Dalal Tchantcho : Ondine, vicomtesse de Valmont
- Mia Threapleton : Rose
- Fisayo Akinade : Théo, Chevalier de Saint-Jacques
- Clare Higgins : Madame Jericho
- Antonia Campbell-Hughes : Marie-Antoinette
- Kathryn Wilder : Éloïse de Chalon
- Matthew Steer : Émile
- Lesley Manville : Geneviève de Merteuil
- Michael McElhatton : Jean de Merteuil
- Carice van Houten : Jacqueline de Montrachet
- Tom Wlaschiha : Henri, comte de Montrachet
- Lucy Cohu : Christine, comtesse de Sévigny
- Dimitri Gripari : Danceny
- Matilda Tucker : Suzette
- Miltos Yerolemou : Antoine
- Maggie O'Neill
- Christian McKay
- Agnes O'Casey : Émilie de Sévigny
- Richard Earl : le duc de Lanvin
- Sarah E. Bentley : la duchesse de Lanvin

### Acteurs invités
- Gabriel Andrews : un spectateur d'opéra

## Épisodes
1. L'Amour ou la Guerre (Love or War ; réalisation : Leonora Lonsdale ; scénario : Harriet Warner)
2. Conquiers ou meurs (Conquer or Die ; réalisation : Leonora Lonsdale ; scénario : Harriet Warner)
3. Même Dieu ne pardonne pas (Even God Does Not Forgive ; réalisation : Leonora Lonsdale ; scénario : Harriet Warner)
4. Vous ne me connaissez pas (You Don't Know Me ; réalisation : Leonora Lonsdale ; scénario : James Dormer)
5. Le monde devrait nous craindre (The World Should Be Afraid of Us ; réalisation : Olly Blackburn ; scénario : Coline Abert et Harriet Warner)
6. Vous n'êtes pas mon égal (You Are Not My Equal ; réalisation : Olly Blackburn ; scénario : Rita Kalnejais)
7. Voici mon âme (Here Is My Soul ; réalisation : Olly Blackburn ; scénario : Harriet Warner)
8. C'est la guerre (It's War ; réalisation : Olly Blackburn ; scénario : Harriet Warner)

(Source : The Futon Critic.)

## Production

### Développement
En novembre 2013, il a été annoncé que Christopher Hampton adapterait Les Liaisons dangereuses de Choderlos de Laclos, avec Colin Callender et Tony Krantz comme producteurs exécutifs ; la BBC serait chargée de distribuer le film au Royaume-Uni. En juillet 2019, il a été annoncé que Starz avait commandé et donné le feu vert à la série : dans cette nouvelle mouture du projet, Harriet Warner serait directrice et scénariste, Hampton seulement producteur exécutif et plus scénariste, et la BBC resterait en dehors. En novembre 2022, Starz a annoncé renouveler la série pour une deuxième saison avant de l'annuler le mois suivant. Cependant, les épisodes de la première saison qui n'avaient pas été diffusés le seraient. Il a également été signalé que les producteurs exécutifs sont actuellement en train de vendre la série ailleurs.

### Distribution
En mai 2021, Alice Englert et Nicholas Denton (en) sont choisis comme acteurs principaux. En juin 2021, Lesley Manville, Carice van Houten, Paloma Faith, Michael McElhatton, Kosar Ali, Nathanael Saleh, Hakeem Kae-Kazim, Hilton Pelser, Mia Threapleton, Colette Dalal Tchantcho, Lucy Cohu, Fisayo Akinade, Maria Friedman et Clare Higgins ont rejoint le casting de la série.

### Tournage
Le tournage principal a commencé en République tchèque en mai 2021.

## Accueil critique
Le site agrégation de critiques Rotten Tomatoes a rapporté un taux d'approbation de 50 %, avec une note moyenne de 6,3/10, sur la base de 14 avis critiques. La synthèse des critiques du site indique : « Bien qu'Alice Englert et Nicholas Denton soient convaincants dans leur duo dangereux, cette préquelle du roman réputé semble trop calculée pour susciter beaucoup d'émotion. » Metacritic, qui utilise une moyenne pondérée, a attribué une note de 57 sur 100 à partir de 9 critiques, indiquant des « critiques mitigées ou moyennes ».